# Шёлковый путь 2010
Шёлковый путь 2010 (англ. Silk way 2010) — международный ралли-рейд по территории России, этап Серии Дакар 2010 года. Стартовал в Санкт-Петербурге, финишировал в Сочи.
Гонка 2010 года стала уже вторым изданием этого ралли-рейда: в 2009 году ралли прошло по территории России (Татарстан и Оренбургская область), Казахстана и Туркменистана, стартовав в Казани и финишировав в Ашхабаде:

Гонка «Шелковый путь» получила большой резонанс во всём мире, сегодня ведущие команды по внедорожным ралли имеют огромное желание участвовать в этой гонке. После первого варианта этой гонки она сразу вышла на такой высокий уровень, что её сравнивают с «Дакаром». Она стала, по мнению западных журналистов, по праву вторым «Дакаром»! Мы предлагаем сделать её традиционной. Маршрут будет меняться каждый год. В следующем году предлагаем организовать старт ралли в Санкт-Петербурге с финишем в предолимпийском Сочи
— Семён Якубов
В 2009 году гонка позиционировалась как символ неразрывности дружбы и добрососедства, издревле связывающих народы Туркменистана, России и Казахстана. В 2010 году ралли посвящено предстоящим Зимним Олимпийским играм 2014 года в Сочи.
Официальная презентация ралли 2010 года состоялась 15 апреля в Санкт-Петербурге.
Глава оргкомитета ралли — заместитель Председателя Правительства Российской Федерации и президент Олимпийского комитета России Александр Жуков. Занимавший эту должность в 2009 году Семён Якубов был включён в состав оргкомитета.

## Участники
В ралли приняли участие следующие участники.

### Авто
| Номер | Пилот               | Штурман              | Автомобиль    | Тип              |
| ----- | ------------------- | -------------------- | ------------- | ---------------- |
| 100   | Карлос Сайнц        | Лукас Круз           | Volkswagen    | RACE TOUAREG III |
| 101   | Жиниэль Де Вильерс  | Дирк фон Цитцевиц    | Volkswagen    | RACE TOUAREG III |
| 102   | Нассер аль-Аттия    | Тимо Готтшалк        | Volkswagen    | RACE TOUAREG III |
| 103   | Кристиан Лавией     | Жан-Мишель Полато    | Nissan        | PICK UP          |
| 104   | Марк Миллер         | Ральф Питчфорд       | Volkswagen    | RACE TOUAREG III |
| 105   | Матиас Кале         | Томас Шунеман        | SMG           | BUGGY            |
| 106   | Борис Гадасин       | Владимир Демьяненко  | PROTO G FORCE | PROTO            |
| 107   | Илья Кузнецов       | Андрей Нешин         | Mitsubishi    | L 201            |
| 108   | Алексей Беркут      | Константин Мещеряков | Mitsubishi    | PAJERO EVOLUTION |
| 109   | Александр Мироненко | Сергей Лебедев       | Nissan        | FRONTIER CREW    |
| 110   | Богдан Новицкий     | Виталий Евтехов      | Nissan        | PICK UP          |

## Маршрут
Карта маршрута
- Санкт-Петербург
- Старая Русса
- Вязьма
- Липецк
- Волгоград. На территории Волгоградской области путь ралли пролегал через Арчединско-Донские пески[5].
- Астрахань
- Элиста
- Майкоп
- Сочи